# Renwez
Renwez är en kommun i departementet Ardennes i regionen Grand Est (tidigare regionen Champagne-Ardenne) i nordöstra Frankrike. Kommunen ligger  i kantonen Renwez som ligger i arrondissementet Charleville-Mézières. År 2022 hade Renwez 1 637 invånare.

## Befolkningsutveckling
Antalet invånare i kommunen Renwez
Referens: INSEE